# Linda Wagenmakers
Linda Wagenmakers (Arnhem, 30 de novembre del 1975) és una actriu i cantant neerlandesa. Durant el seu primer any d'estudis de dret a la Universitat d'Utrecht va anar a un càsting de l'escola Miss Saigon de Joop van den Ende. El seu primer gran paper va ser en aquest musical, Miss Saigon.
El 2000 va representar els Països Baixos al Festival de la Cançó d'Eurovisió 2000 amb la canço No Goodbyes i va acabar en tretzè lloc. Aquell any el festival no va ser completament emès als Països Baixos a causa del desastre pirotècnic d'Enschede. En els darrers anys, Wagenmakers s'ha concentrat en el gòspel. També va actuar al musical Hänsel i Gretel.
Wagenmakers està casada i té dues filles.